# Paulo Silas do Prado Pereira
|  | «Paulo Silas» redirigeix aquí. Si cerqueu el poeta esperantista, vegeu «Paulo Silas (esperantista)». |

Paulo Silas do Prado Pereira (Campinas, Brasil, 27 d'agost de 1965) és un exfutbolista brasiler. Va disputar 34 partits amb la selecció del Brasil.